# Раздумья
«Раздумья» — советский чёрно-белый художественный фильм, снятый в 1961 году на киностудии «Ленфильм» режиссёром Тамарой Родионовой. Вышел на экраны 17 июля 1962.

## Сюжет
Выпускник школы Костя Мигунов идёт трудиться на завод, где сорок лет работает его отец, Яков Иванович.
Первый рабочий день для Кости насыщен новыми впечатлениями.

## В ролях
- Мигунов-отец — исполняет Юрий Толубеев,
- Мигунов-сын — Дмитрий Барков,
- Лаптев — Юлиан Панич,
- Евгений Лебедев,
- Нина Мамаева,
- Фёдор Никитин

В фильме снималась пятилетняя Каринэ, дочь кинооператора Генриха Сааковича Маранджяна и главного редактора «Ленфильма» Фрижеты Гургеновны Гукасян, в будущем — известный японист.

## Съёмочная группа
- режиссёр — Тамара Родионова
- оператор — Олег Куховаренко
- сценаристы — Алексей Кива (псевдоним Акибы Гольбурта), Михаил Краковский
- композитор — Надежда Симонян